# 国際秘密警察 火薬の樽
国際秘密警察 火薬の樽 （こくさいひみつけいさつ かやくのたる）は、坪島孝監督の1964年の日本のスパイ映画。国際秘密警察シリーズの第3作。
脚本を担当した関沢新一によれば、元々は独立したSF作品として書かれたものであったが、プロデューサーが『火薬の樽』というタイトルを気に入り、国際秘密警察シリーズの1本として組み込まれた。
本作品は日本国外でもヒットし、関沢がグアムを訪れた際には現地の映画興行業者から本作品のシナリオライターとして紹介され大歓迎を受けたという。

## ストーリー
核爆弾の遠隔操作を研究している龍野博士が、何者かに誘拐された。早速捜査に乗り出した北見と警視庁の柳生警部は、ナチ思想を絶対視する極右の黒幕・黒木が率いる世界統一同盟の犯行であることをつかむ。北見は世界統一同盟の秘密基地をつきとめ潜入するも捕らえられてしまう。そして、世界統一同盟は地球上のあらゆる核を爆発させることができるゼーター線遠隔操縦装置の設計図を手に入れて装置を完成させ、手始めの実験として夢の超特急の遠隔爆破を計画する。

## キャスト
- 北見次郎：三橋達也
- 柳生警部：佐藤允
- 竜野華代：星由里子
- 郷田桜男：中丸忠雄
- 6号 (ルミ)：水野久美
- 竜野博士：田崎潤
- 宮地青年：二瓶正也
- 羽田でとれた娘：若林映子
- 8号：桐野洋雄
- 14号：草川直也
- 11号：大木正司
- 5号：伊吹徹
- 空港税関：岩本弘司
- 黒木隼人：松本染升
- 浅井善次郎：大友伸
- ワーゲン博士：ハロルド・コンウェイ
- 警察官：小川安三
- 列車の車掌：堤康久
- ボーイ：大前亘
- トラック運転手：鈴木治夫
- 世界連合同盟運転者：伊藤実
- 警察の探偵：岡部正
- バーテンダー：澁谷英男
- 警察官：加藤茂雄
- 世界統一同盟幹部：久野征四郎
- 世界連合同盟工作員：関田裕
- 警察官：荒木保夫
- 森下慶一
- 空港の男：庄司一郎
- 世界統一同盟幹部：大西康雅

### キャスト (ノンクレジット)
- 4号 : ハーシー・ジョーンズ[要出典]
- べーゼの踊り子 : 春名すみれ古[要出典]

## スタッフ
- 製作 : 田中友幸、武中孝一
- 脚本 : 関沢新一
- 撮影 : 山田一夫
- 美術 : 植田寛
- 録音 : 小沼渡
- 照明 : 大野晨一
- 音楽 : 広瀬健次郎
- 整音：下永尚
- 監督助手：錦織正信
- 編集 : 武田うめ
- 現像：東京現像所
- 製作担当者：堤博康
- 監督 : 坪島孝

### スタッフ (ノンクレジット)
- スチール : 土屋次郎[要出典]